# Polyrhachis vigilans
Polyrhachis vigilans é uma espécie de formiga do gênero Polyrhachis, pertencente à subfamília Formicinae.